# Taras Shevchenko (Schiff)
Die Taras Shevchenko war ein Kreuzfahrtschiff der sowjetischen Black Sea Shipping Company, das 1966 in Dienst gestellt wurde. Das im Juni 1998 wegen finanzieller Schwierigkeiten des Besitzers ausgemusterte Schiff lag bis 2003 ungenutzt in Illitschiwsk, wurde anschließend bis November 2004 wieder eingesetzt und schließlich 2005 im bangladeschischen Chittagong abgewrackt.

## Geschichte

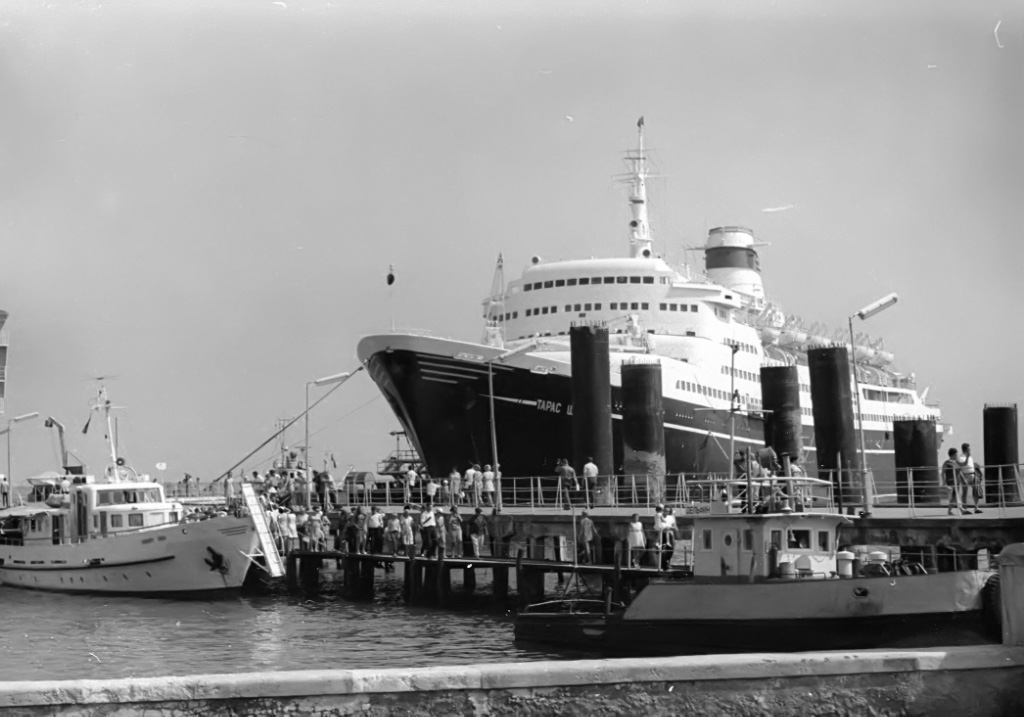
Die Taras Shevchenko im Hafen von Sochumi (1970)

Die Taras Shevchenko entstand als drittes Schiff der Ivan-Franko-Klasse unter der Baunummer 127 in der Mathias-Thesen-Werft in Wismar und wurde am 16. Januar 1965 vom Stapel gelassen. Nach der Übernahme durch die Black Sea Shipping Company am 26. April 1966 nahm das Schiff den Kreuzfahrtdienst ab Odessa auf.
1989 wurde die Taras Shevchenko an den deutschen Reiseveranstalter Jahn Reisen verchartert. 1995 ging das Schiff an Blasco UK mit Sitz in Liberia und wurde anschließend in Odessa umgebaut. 1997 wechselte es mit der in Odessa ansässigen Ocean Agencies erneut den Besitzer.
Im Juni 1998 wurde die Taras Shevchenko kurz vor Beginn einer Kreuzfahrt im Hafen von Piräus wegen finanzieller Schwierigkeiten des Besitzers arrestiert. Die 532 bereits an Bord befindlichen Passagiere mussten das Schiff wieder verlassen. Am 25. Juli traf die Taras Shevchenko in Illitschiwsk (heute Tschornomorsk) ein, wo sie aufgelegt wurde.
Nach fünf Jahren Liegezeit wurde das Schiff 2003 unter der Flagge der Ukraine kurzzeitig wieder in Fahrt gebracht und für Kreuzfahrten im Schwarzen Meer eingesetzt, was sich jedoch als nicht sehr lukrativ herausstellte. Im November 2004 wurde die Taras Shevchenko ausgemustert und im Januar 2005 zum Abbruch verkauft. Das für die Überführung in Taras umbenannte Schiff sollte zunächst ins indische Alang gehen, wurde jedoch stattdessen nach Chittagong gebracht, nachdem die dortige Abwrackwerft einen höheren Preis für das Schiff zahlte.